# Československá domkářsko-malozemědělská strana
Československá domkářsko-malozemědělská strana byla malá politická strana existující v letech 1924–1932.

## Charakteristika a zapojení do politického systému
Tato malá strana byla spjata s osobou Aloise Kaderky, katolického domkáře z Moravy. V roce 1911 založil časopis Naše zádruha a v roce 1919 Křesťansko-demokratické sdružení chalupníků a domkařů československých v Brně při Československé lidové straně. Po volbách 1920 se stal lidoveckým poslancem. V rámci agrární reformy požadoval parcelaci půdy a její předání malozemědělcům. Od roku 1923 se jeho sdružení rozšířilo do celého Československa. Kaderkův radikální program byl v rozporu s opatrnou politikou lidoveckého vedení a tak byl ze strany v roce 1924 vyloučen a zbaven poslaneckého mandátu. Posléze byla založena Československá domkářsko-malozemědělská strana s odborovým ústředím Svaz Otčin. V programu požadovala důslednější reformu, vyslovila se pro družstevnictví, zároveň ale odmítla kolektivizaci a komunismus. V parlamentních volbách nikdy neuspěla, ačkoliv o spolupráci s ní uvažovalo více stran. V roce 1932 se spojila s křesťanskými sociály (kteří taktéž opustili ČSL), čímž vznikla Československá strana křesťansko-sociální a domkářsko-zemědělská.